# Národní shromáždění (Francie)
Francouzské Národní shromáždění (francouzsky Assemblée nationale) je dolní komorou francouzského Parlamentu Páté republiky. Horní komorou je Senát.
Národní shromáždění čítá 577 poslanců, z nichž každý je volen v samostatném volebním obvodě (tj. celá země je rozdělena na oblasti s jedním poslancem). Volby se řídí podle dvoukolového většinového volebního systému. 289 křesel je nutných pro získání většiny. Kandidát se může po prvním kole stát poslancem, pokud získá více než 50 % hlasů a volební účast v příslušném obvodě je alespoň 25 %. Jinak do druhého kola postupují všichni kandidáti, kteří získali alespoň 12,5 % hlasů registrovaných voličů; pokud nejsou minimálně tři kandidáti, kteří by splňovali toto kritérium, postupují do druhého kola dva kandidáti s nejvyšším počtem hlasů.
Shromáždění je řízeno předsedou (v současnosti Richard Ferrand), který běžně reprezentuje nejsilnější politickou stranu. Asistují mu místopředsedové zvolení napříč politickým spektrem. Volební období shromáždění trvá pět let, prezident jej však může rozpustit (například vyhlášením voleb), neučinil-li tak v předcházejících dvanácti měsících. Této pravomoci se však nevyužívá od roku 2000, kdy bylo referendem prezidentovi zkráceno volební období ze sedmi na pět let; Národní shromáždění je voleno dva měsíce po prezidentovi a jeho rozpuštění by pro prezidenta bylo kontraproduktivní.
Oficiální sídlo dolní komory se nachází v Bourbonském paláci, využívány jsou však i sousední budovy v ulici Rue de l'Université. Shromáždění je střeženo Republikánskou gardou. V souladu s tradicí počatou v prvním Národním shromáždění sedí levicové strany v levé části zasedacího sálu a pravicové v pravé, z pohledu předsedy. Zasedací pořádek tak přesně kopíruje politické spektrum.

## Výsledky voleb
- Volby do Národního shromáždění Francouzské republiky 2007
- Volby do Národního shromáždění Francouzské republiky 2017
- Volby do Národního shromáždění Francouzské republiky 2024